# Südafrikanische Cricket-Nationalmannschaft gegen Pakistan in der Saison 2010/11
Die Spielserie der südafrikanischen Cricket-Nationalmannschaft gegen Pakistan in der Saison 2010/11 fand vom 26. Oktober bis zum 24. November 2010 in den Vereinigten Arabischen Emiraten statt. Die internationale Cricket-Tour war Teil der Internationalen Cricket Saison 2010/11 und umfasste zwei Twenty20s, fünf ODIs und zwei Test Matches. Südafrika gewann die Twenty20-Serie 2-0 und die ODI-Serie 3-2, während die Testserie 0-0 ausging, da beide Spiele in einem Remis endeten.

## Vorgeschichte

### Zusätzliches Twenty20
Am 26. August 2010 verkündeten die beiden Mannschaften ein zusätzliches Twenty20 während der Tour auszutragen, um Gelder für die Betroffenen der Überschwemmungskatastrophe in Pakistan 2010 zu sammeln.

### Pakistanischer Test-Kapitän
Nachdem die pakistanischen Spieler Salman Butt, Mohammad Asif und Mohammad Amir bei der vorhergehenden Tour gegen England auf Grund von Beihilfe zu Wettbetrug vom Weltverband ICC suspendiert wurden, musste Pakistan den bisherigen Test-Kapitän Butt ersetzen. Am 8. Oktober 2010 wurde Misbah-ul-Haq zum neuen Test-Kapitän ernannt.

## Stadien
Die folgenden Stadien wurden für die Tour als Austragungsort vorgesehen und am 31. Mai 2010 festgelegt.
| Stadion                             | Stadt     | Kapazität | Spiele                            |
| ----------------------------------- | --------- | --------- | --------------------------------- |
| Sheikh Zayed Cricket Stadium        | Abu Dhabi | 20.000    | 1. & 2. T20; 1. & 2. ODI; 2. Test |
| Dubai International Cricket Stadium | Dubai     | 25.000    | 3.–5. ODI; 1. Test                |

## Kaderlisten
Pakistan ernannte seinen Kader am 7. Oktober 2010.
| Test | Test | ODI/Twenty20 | ODI/Twenty20 |
| Pakistan | Südafrika | Pakistan | Südafrika |
| --- | --- | --- | --- |
| - Misbah-ul-Haq (K) - Abdur Rehman - Adnan Akmal (wk) - Asad Shafiq - Azhar Ali - Imran Farhat - Mohammad Hafeez - Mohammad Sami - Mohammad Yousuf - Saeed Ajmal - Sohail Tanvir - Tanvir Ahmed - Taufeeq Umar - Umar Akmal - Umar Gul - Wahab Riaz - Younus Khan | - Graeme Smith (K) - Hashim Amla - Johan Botha - Mark Boucher (wk) - AB de Villiers - JP Duminy - Paul Harris - Jacques Kallis - Morné Morkel - Wayne Parnell - Alviro Petersen - Ashwell Prince - Dale Steyn - Lonwabo Tsotsobe | - Shahid Afridi (K) - Abdul Razzaq - Abdur Rehman - Asad Shafiq - Fawad Alam - Imran Farhat - Misbah-ul-Haq - Mohammad Hafeez - Mohammad Yousuf - Saeed Ajmal - Shahzaib Hasan - Shoaib Akhtar - Tanvir Ahmed - Umar Akmal - Umar Gul - Wahab Riaz - Younus Khan - Zulqarnain Haider (wk) | - Graeme Smith (K (ODI)) - Hashim Amla - Johan Botha (K (T20)) - Albie Morkel - AB de Villiers (wk) - JP Duminy - David Miller - Jacques Kallis - Morné Morkel - Wayne Parnell - Robin Peterson - Ashwell Prince - Dale Steyn - Lonwabo Tsotsobe - Charl Langeveldt - Rusty Theron - Loots Bosman - Colin Ingram |

## Twenty20 Internationals

### Erstes Twenty20 in Abu Dhabi
| 26. Oktober Scorecard | Abu Dhabi | Pakistan 119 (19.5)             | – | Südafrika 120-4 (18.2) |
|                       |           | Südafrika gewinnt mit 6 Wickets |   |                        |

### Zweites Twenty20 in Abu Dhabi
| 27. Oktober Scorecard | Abu Dhabi | Pakistan 120-9 (20)             | – | Südafrika 125-4 (18.4) |
|                       |           | Südafrika gewinnt mit 6 Wickets |   |                        |

## One-Day Internationals

### Erstes ODI in Abu Dhabi
| 29. Oktober Scorecard | Abu Dhabi | Pakistan 203 (49)               | – | Südafrika 207-2 (39.3) |
|                       |           | Südafrika gewinnt mit 8 Wickets |   |                        |

### Zweites ODI in Abu Dhabi
| 31. Oktober Scorecard | Abu Dhabi | Südafrika 286-8 (50)          | – | Pakistan 289-9 (49.5) |
|                       |           | Pakistan gewinnt mit 1 Wicket |   |                       |

### Drittes ODI in Dubai
| 2. November Scorecard | Dubai | Südafrika 228-9 (50)         | – | Pakistan 226-9 (50) |
|                       |       | Südafrika gewinnt mit 2 Runs |   |                     |

### Viertes ODI in Dubai
| 5. November Scorecard | Dubai | Südafrika 274-6 (50)          | – | Pakistan 275-9 (49.5) |
|                       |       | Pakistan gewinnt mit 1 Wicket |   |                       |

### Fünftes ODI in Dubai
| 8. November Scorecard | Dubai | Südafrika 317-5 (50)          | – | Pakistan 260 (44.5) |
|                       |       | Südafrika gewinnt mit 57 Runs |   |                     |

## Tests

### Erster Test in Dubai
| 12. – 16. November Scorecard | Dubai | Südafrika 380 (123) & 318-2d (95) | – | Pakistan 248 (95) & 343-3 (117) |
|                              |       | Remis                             |   |                                 |

### Zweiter Test in Abu Dhabi
| 20. – 24. November Scorecard | Abu Dhabi | Südafrika 584-9d (153) & 203-5d (55) | – | Pakistan 434 (144.1) & 153-3 (67) |
|                              |           | Remis                                |   |                                   |

## Statistiken
Die folgenden Cricketstatistiken wurden bei dieser Tour erzielt.
| Tests          | Tests      | Tests   | Tests   | Tests   | Tests   | Tests   | Tests   | Tests   |
| Batting        | Batting    | Batting | Batting | Batting | Batting | Batting | Batting | Batting |
| Spieler        | Mannschaft | Spiele  | Innings | Runs    | Average | HS      | 100s    | 50s     |
| -------------- | ---------- | ------- | ------- | ------- | ------- | ------- | ------- | ------- |
| Jacques Kallis | Südafrika  | 2       | 4       | 323     | 107,66  | 135*    | 2       | 1       |
| AB de Villiers | Südafrika  | 2       | 3       | 308     | 154,00  | 278*    | 1       | 0       |
| Hashim Amla    | Südafrika  | 2       | 4       | 264     | 88,00   | 118*    | 1       | 2       |
| Azhar Ali      | Pakistan   | 2       | 4       | 237     | 79,00   | 90      | 0       | 3       |
| Misbah-ul-Haq  | Pakistan   | 2       | 4       | 220     | 110,00  | 77      | 0       | 3       |
| Bowling        |            |         |         |         |         |         |         |         |
| Spieler        | Mannschaft | Spiele  | Overs   | Wickets | Average | BBI     | 5W      | 10W     |
| Abdur Rehman   | Pakistan   | 2       | 140     | 9       | 48,55   | 3/81    | 0       | 0       |
| Paul Harris    | Südafrika  | 2       | 125     | 7       | 32,85   | 3/98    | 0       | 0       |
| Tanvir Ahmed   | Pakistan   | 1       | 33      | 6       | 24,83   | 6/120   | 1       | 0       |
| Morné Morkel   | Südafrika  | 2       | 87      | 6       | 37,16   | 5/54    | 1       | 0       |
| Dale Steyn     | Südafrika  | 2       | 83      | 6       | 46,33   | 4/98    | 0       | 0       |
| Johan Botha    | Südafrika  | 2       | 92.1    | 6       | 48,83   | 3/61    | 0       | 0       |

| ODIs             | ODIs       | ODIs    | ODIs    | ODIs    | ODIs    | ODIs    | ODIs    | ODIs    |
| Batting          | Batting    | Batting | Batting | Batting | Batting | Batting | Batting | Batting |
| Spieler          | Mannschaft | Spiele  | Innings | Runs    | Average | HS      | 100s    | 50s     |
| ---------------- | ---------- | ------- | ------- | ------- | ------- | ------- | ------- | ------- |
| Hashim Amla      | Südafrika  | 5       | 5       | 291     | 72,25   | 119*    | 1       | 2       |
| AB de Villiers   | Südafrika  | 5       | 5       | 209     | 41,80   | 61      | 0       | 2       |
| Mohammad Hafeez  | Pakistan   | 5       | 5       | 203     | 40,60   | 68      | 0       | 2       |
| Abdul Razzaq     | Pakistan   | 5       | 5       | 195     | 48,75   | 109*    | 1       | 0       |
| JP Duminy        | Südafrika  | 5       | 5       | 185     | 61,66   | 59*     | 0       | 2       |
| Bowling          |            |         |         |         |         |         |         |         |
| Spieler          | Mannschaft | Spiele  | Overs   | Wickets | Average | BBI     | 5W      | 10W     |
| Morné Morkel     | Südafrika  | 5       | 45      | 8       | 26,37   | 4/47    | 0       | 0       |
| Lonwabo Tsotsobe | Südafrika  | 4       | 39      | 7       | 20,14   | 4/27    | 0       | 0       |
| Shoaib Akhtar    | Pakistan   | 5       | 44      | 7       | 38,57   | 3/39    | 0       | 0       |
| Mohammad Hafeez  | Pakistan   | 5       | 37      | 6       | 30,16   | 2/34    | 0       | 0       |
| Shahid Afridi    | Pakistan   | 5       | 50      | 6       | 43,00   | 2/53    | 0       | 0       |

| Twenty20s        | Twenty20s  | Twenty20s | Twenty20s | Twenty20s | Twenty20s | Twenty20s | Twenty20s | Twenty20s |
| Batting          | Batting    | Batting   | Batting   | Batting   | Batting   | Batting   | Batting   | Batting   |
| Spieler          | Mannschaft | Spiele    | Innings   | Runs      | Average   | HS        | 100s      | 50s       |
| ---------------- | ---------- | --------- | --------- | --------- | --------- | --------- | --------- | --------- |
| Colin Ingram     | Südafrika  | 2         | 2         | 77        | 77,00     | 46*       | 0         | 0         |
| JP Duminy        | Südafrika  | 2         | 2         | 61        | 61,00     | 41        | 0         | 0         |
| Misbah-ul-Haq    | Pakistan   | 2         | 2         | 60        | 60,00     | 33        | 0         | 0         |
| Graeme Smith     | Südafrika  | 2         | 2         | 51        | 25,50     | 38        | 0         | 0         |
| Abdul Razzaq     | Pakistan   | 2         | 2         | 29        | 14,50     | 25        | 0         | 0         |
| Bowling          |            |           |           |           |           |           |           |           |
| Spieler          | Mannschaft | Spiele    | Overs     | Wickets   | Average   | BBI       | 5W        | 10W       |
| Lonwabo Tsotsobe | Südafrika  | 2         | 8         | 5         | 7,20      | 3/16      | 0         | 0         |
| Rusty Theron     | Südafrika  | 2         | 7.5       | 4         | 13,00     | 4/27      | 0         | 0         |
| Johan Botha      | Südafrika  | 2         | 8         | 3         | 16,00     | 3/31      | 0         | 0         |
| Shoaib Akhtar    | Pakistan   | 2         | 8         | 3         | 21,66     | 2/29      | 0         | 0         |
| Mohammad Hafeez  | Pakistan   | 2         | 7         | 2         | 14,50     | 1/10      | 0         | 0         |
| Morné Morkel     | Südafrika  | 2         | 8         | 2         | 20,00     | 1/18      | 0         | 0         |
| Saeed Ajmal      | Pakistan   | 2         | 7         | 2         | 20,50     | 1/18      | 0         | 0         |
| Albie Morkel     | Südafrika  | 2         | 8         | 2         | 29,50     | 1/28      | 0         | 0         |

## Player of the Series
Als Player of the Series wurden die folgenden Spieler ausgezeichnet.
| Serie | Player of the Series |
| ----- | -------------------- |
| Test  | Jacques Kallis       |
| ODI   | Hashim Amla          |
| T20   | Johan Botha          |

### Player of the Match
Als Player of the Match wurden die folgenden Spieler ausgezeichnet.
| Spiel   | Player of the Match |
| ------- | ------------------- |
| 1. T20  | JP Duminy           |
| 2. T20  | Rusty Theron        |
| 1. ODI  | Lonwabo Tsotsobe    |
| 2. ODI  | Abdul Razzaq        |
| 3. ODI  | Hashim Amla         |
| 4. ODI  | Younis Khan         |
| 5. ODI  | Jacques Kallis      |
| 1. Test | Younis Khan         |
| 2. Test | AB de Villiers      |